# Ossip Brik
Ossip Maksimovitch Brik (en russe : Осип Максимович Брик), né à Moscou le 4 janvier 1888 (16 janvier dans le calendrier grégorien) et y étant décédé le 22 février 1945, est un écrivain de l'avant-garde russe et critique littéraire. Il est l'un des plus importants théoriciens de l'école des formalistes qui s'identifie aussi comme futuriste russe.

## Biographie
Ossip Brik est le fils d'un riche bijoutier juif. Il suit des études de droit à l'université de Moscou mais son intérêt se porte vite vers la littérature. Il est l'un des fondateurs de l'OPOYAZ et écrit l'une des premières études formalistes sur le son en poésie, Zvoukovye povtory (Répétitions des sons, 1917). Il s'intéresse aussi à la photographie et au cinéma. En 1918, il fait partie du Service des arts visuels du Comité populaire pour l'éducation (IZO Narkompros). Proche d'Alexandre Rodtchenko, il œuvre afin que son travail photographique soit reconnu. Il a également écrit plusieurs scénarios de films dont celui, écrit avec Ivan Novokchenov, pour un des meilleurs films muets russes ou soviétiques, Tempête sur l'Asie (ou Le Descendant de Gengis Khan), un film de 1928 réalisé par Vsevolod Poudovkine.
Le 26 mars 1912, il épouse Lilia Iourievna Kagan qu'il avait rencontrée alors qu'il avait dix-sept ans et elle quatorze. Le couple conclut le pacte de s'aimer « à la manière de Tchernychevski », en référence à ce penseur radical russe parmi les plus célèbres du XIXe siècle et qui a été l'un des premiers défenseurs du « mariage ouvert ».
Ossip Brik fait connaissance en 1915 de Vladimir Maïakovski et, fidèle à sa promesse, il accepte calmement les infidélités de sa femme. En effet, après avoir entendu son épouse avouer qu'elle avait eu des relations sexuelles avec le jeune poète déjà célèbre, il s'est exclamé « Comment pourriez-vous refuser quelque chose à cet homme ? ». En 1918, alors que Maïakovski et le couple Brik étaient devenus inséparables, Maïakovski a dès lors suivi les Brik dans la succession de maisons et d'appartements que ceux-ci ont occupés, formant un véritable ménage à trois.
Pour le restant de sa vie, Ossip Brik est resté le conseiller le plus fiable du poète et son prosélyte le plus fervent. Ils ont également cofondé la plus dynamique des revues d'avant-garde du début de l'ère soviétique, la LEF, qui était aussi la publication officielle du groupe du même nom, et une plate-forme pour l'art constructiviste russe. Peu après, ce magazine a été rebaptisé Novy LEF.
Brik était non seulement un littéraire moderniste, mais il était fortement engagé à gauche en politique. En décembre 1918, il participe avec Vladimir Maïakovski à des discussions de l'école du Parti communiste de Russie du district de Vyborg afin de mettre en place une organisation futuriste affiliée au parti. Baptisée Komfut, l'organisation est officiellement créée en janvier 1919, mais est rapidement dissoute à la suite de l'intervention de Lounatcharski. Le 8 juin 1920, il rejoint la Tchéka, ce qui a fortement étonné un de leurs amis, Boris Pasternak, qui avait dit aux Brik que la « Tcheka était plutôt terrifiante ».
Après l'ascension de Joseph Staline au pouvoir, le régime communiste a ouvertement encouragé le réalisme socialiste exclusif et a lancé une campagne pour éradiquer toute culture perçue comme dangereuse par le Parti communiste. La plupart des artistes et des penseurs d'avant-garde ont alors souffert de la persécution et Ossip Brik n'a pas échappé à ce sort. Dans les années 1930, il gagne maigrement sa vie en écrivant des articles sur Maïakovski ainsi que des critiques de livres. Il meurt en 1945 d'une crise cardiaque alors qu'il montait les escaliers menant à son appartement, situé rue Arbat à Moscou.
Ses œuvres n'ont été rééditées en Russie qu'au milieu des années 1990. Edward J. Brown résume ainsi sa carrière : « Il a peu écrit, mais ses articles sur la forme poétique […] sont de brillantes analyses formalistes du langage poétique […] et il était probablement l'interprète le plus éloquent pour exposer dans LEF les théories de la demande sociale et de la littérature de fait. Un homme d'une intelligence supérieure, il n'était apparemment pas assez fort en performances ou en principes ».